# Intarsio di marmi e pietre dure in rilievo
L'intarsio di marmi e pietre dure in rilievo è una tecnica scultorea consistente nel comporre insieme tipi diversi di marmo, facendole aderire su una superficie e formando un disegno geometrico o figurato.

## Storia

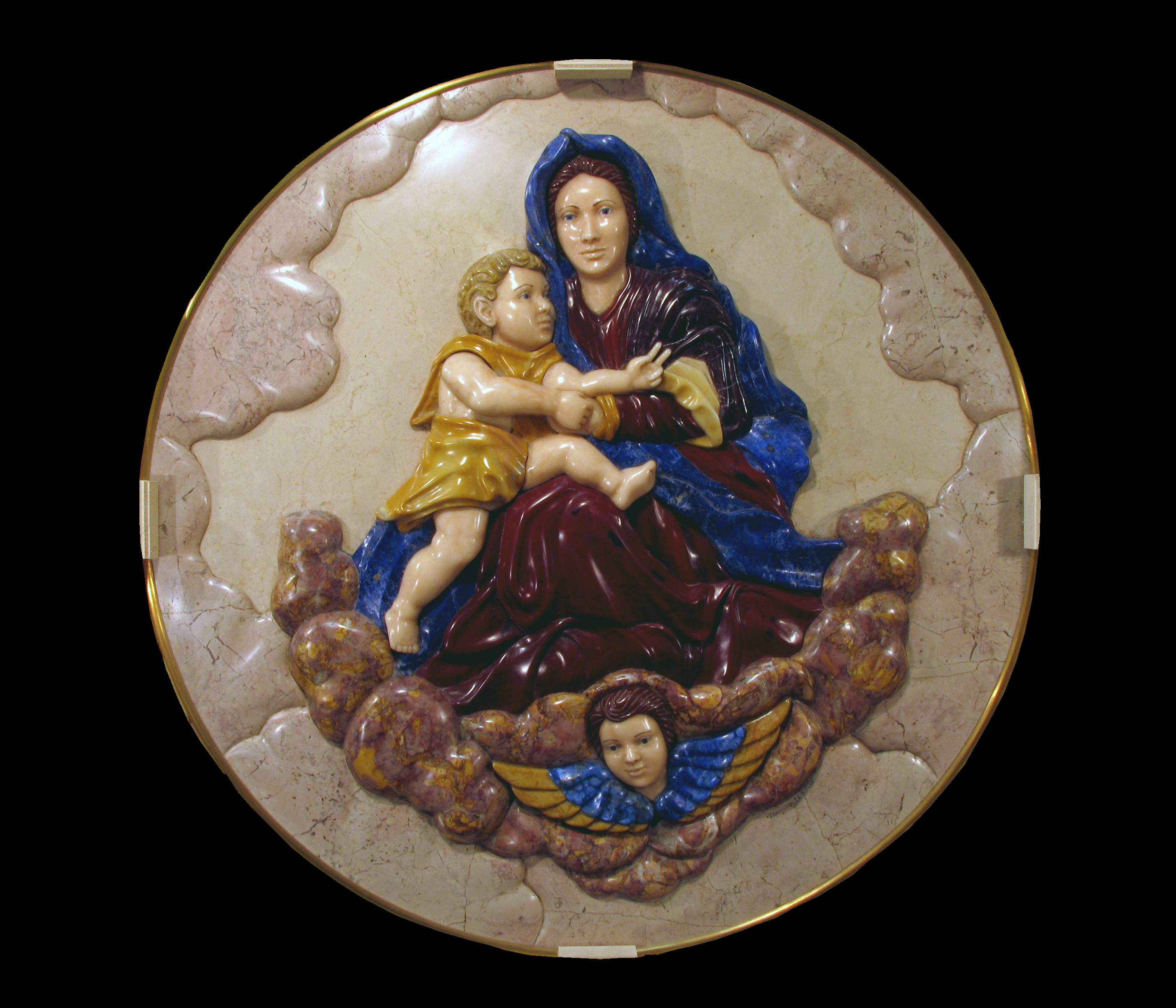
Madonna con Bambino intarsiata in rilievo

La manifattura partenopea dell'intarsio marmoreo prende avvio sotto il regno di Carlo III di Borbone (Madrid, 20 gennaio 1716 - Madrid, 14 dicembre 1788), che nel 1737 da Firenze fece giungere a Napoli le prime maestranze che insegnarono agli apprendisti locali questa tecnica artistica nata nelle manifatture granducali fiorentine (Opificio delle pietre dure). Diretto inizialmente da Francesco Ghinghi (Firenze, 1689-Napoli, 29 dicembre 1766), il Real laboratorio delle pietre dure di Napoli situato nell'edificio di San Carlo alle Mortelle, fu fucina di opere importanti tra cui si ricorda una placca ottagonale con una Annunciazione a rilievo, oggi presso il Palazzo reale di Madrid e due tavole con ornati di fiori, uccelli e frutta, ora al Museo del Prado. 
Nel 1759 Carlo di Borbone lasciò Napoli per diventare re di Spagna, portando con sé le maestranze per impiegarle nel Real Laboratorio delle Pietre Dure nel Parco del Retiro di Madrid, tuttavia l'opificio napoletano restò attivo e maestri fiorentini rimasti a Napoli, come Gaspare Donnini, Giovanni Mugnai ed altri, ispirandosi a disegni e modelli fiorentini, affiancando ad essi la ricerca di motivi locali e sperimentando tecniche particolari quali appunto gli intarsi in rilievo, crearono opere pregiate. La Reale Manifattura di San Carlo alle Mortelle, a Napoli, lavorò molto a rilento fino al 1861 quando venne soppresso con decreto reale. Nel XX secolo, a perpetuare questa tradizione del rilievo ormai dimenticata sono rimaste poche realtà artistiche artigianali.

## Tecnica

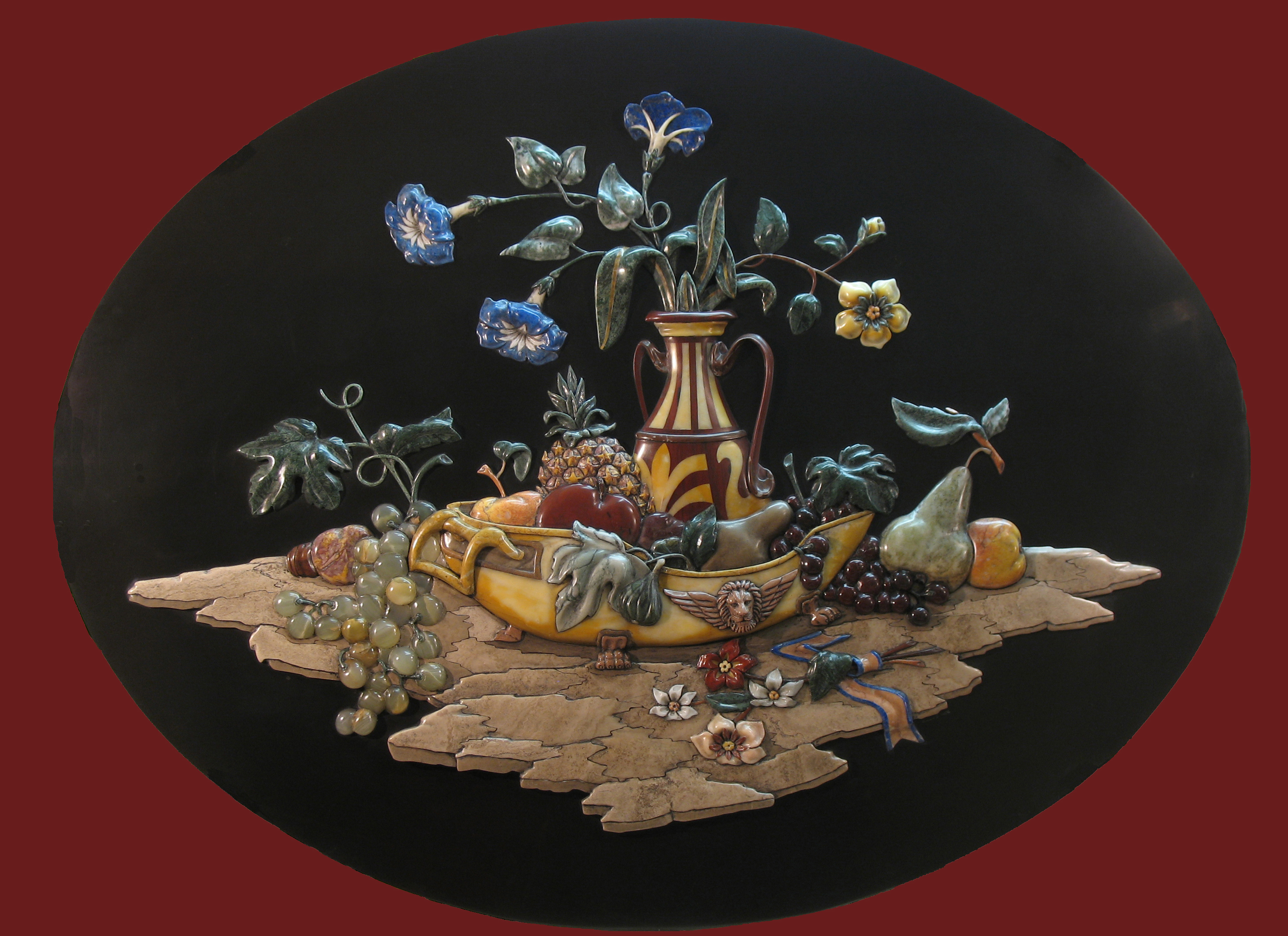
Intarsio di marmi e pietre dure in rilievo

Per quanto l'utilizzo della tecnica dell'intarsio lapideo in rilievo abbia origini antiche, bisogna risalire alla fine del XVII secolo per trovare nella nostra tradizione artistica opere di pregiata manifattura. Ciò nonostante, le opere realizzate con questa tecnica sono rare poiché le pietre dure e i marmi pregiati da utilizzare con alti spessori, avevano un costo molto elevato considerando che per un mosaico fiorentino bastavano spessori di due o tre millimetri a fronte di due o tre centimetri di un intarsio in rilievo.
La prima fase per la realizzazione di un pannello intarsiato in rilievo prende avvio da un modello pittorico dal quale viene ricavato un disegno esecutivo di carta su cui sono numerate le varie sezioni che costituiscono il mosaico. Tutte le sezioni di questo disegno vengono ritagliate e incollate con colle viniliche su fette di pietra di vario spessore, con attenzione ai tagli e alle sfumature che danno colore, armonia e senso realistico al soggetto prescelto. Scontornate queste fette con l'aiuto di filo metallico e smeriglio oppure con utensili ruotanti diamantati, esse vengono assemblate per comporre la figura voluta facendo attenzione alla sporgenza dal fondo(di solito marmo nero del Belgio detto anche Paragone delle Fiandre) preventivamente traforato o scavato nei punti dove il rilievo sarà minore, o lasciato in piano dove maggiore. Una volta incollati tutti i pezzi del mosaico, con una parte di cera d'api e due di colofonia fuse insieme, si procede alla scultura vera e propria del soggetto ritratto dando armonia alle forme con la lenta azione di utensili ruotanti abrasivi che già nel Settecento venivano azionati da macchinari basati sul principio del tornio. La fase della lucidatura, altrettanto laboriosa prevede l'utilizzo di abrasivi a grana sempre più fine i quali, trascinati da un bastoncino di legno mosso dal movimento delle dita, contornano tutto il rilievo fino a che il soggetto assieme al fondo non risulti perfettamente lucido.